# Теодора Комнина (дъщеря на Алексий I Комнин)
Вижте пояснителната страница за други личности с името Теодора Комнина.
Теодора Комнина Порфирогенита (на гръцки: Θεοδώρα Κομνηνὴ; на латински: Theodora Komnene; * 15 януари 1096 в Константинопол), по съпруг Ангелина, е византийска принцеса, най-малката дъщеря на византийския император Алексий I Комнин и Ирина Дукина.
Теодора е родена в Константинопол на 15 януари 1096 г. Тя е едно от деветте деца на император Алексий I Комнин и императрица Ирина Дукина. Теодора е сестра на император Йоан II Комнин и на византийската историчка Анна Комнина. По майчина линия Теодора е потомка на българския царски род на Комитопулите. Баба ѝ Мария е дъщеря на цар Иван-Владиславовия син Траян.
Около 1120 г. Теодора се омъжва за Константин Ангел († сл. юли 1166). Той е син на византийския военачалник Мануил Ангел, който през 1145 г. става командир на ромейския флот в Сицилия.

## Деца
Теодора и Константин Ангел имат няколко деца, като имената на седем от тях са известни:
- Йоан Дука Ангел[6], управител на Епир, севастократор, предвождал една от ромейските експедиции срещу въстанието на братята Петър и Асен;
- Алексий Комнин Ангел;[7][5]
- Андроник Дука Ангел[5], баща на императорите Алексий III Ангел и Исаак II Ангел;
- Исак Ангел[5] – управител на Киликия;
- Мария Ангелина[5], омъжена за Константин Камица;
- Евдокия Ангелина[5], омъжена за Гуделий Цикандил;[8]
- Зоя Ангелина[5], омъжена за Андроник Синадин[9];

Чрез сина си Андроник Теодора става свързващо звено между императорските династии на Комнините и Ангелите.